# Adetus tayronus
Adetus tayronus là một loài bọ cánh cứng trong họ Cerambycidae.